# Otto Fleming
Otto Fleming (ur. 29 grudnia 1696, zm. 24 listopada 1778) – szwedzki polityk, wojskowy i dyplomata.
Otto Fleming walczył w wojnach Karola XII. Gdy zbliżała się klęska zapowiadana przez zwycięstwa Rosjan, pojechał, wraz z marszałkiem Erikiem Sparre (1665–1726), do Paryża po wsparcie dyplomatyczne.
W latach trzydziestych i czterdziestych był aktywnym członkiem Hattpartiet (partia kapeluszy), profrancuskiej frakcji parlamentu szwedzkiego. Jednym z jego najbliższych przyjaciół był jej lider  Carl Gustaf Tessin.
W latach 1746–1747 był ambasadorem Szwecji w Danii. W 1751 kolejny lider partii kapeluszy Carl Fredrik Scheffer próbował bezskutecznie powierzyć Flemingowi ambasadę w Paryżu.